# Szulok, Somogy
Szulok  este un sat în districtul Barcs, județul Somogy, Ungaria, având o populație de 679 de locuitori (2011). 

## Demografie
Componența etnică a satului Szulok
     Maghiari (68,32%)
     Germani (27,95%)
     Romi (2,48%)
     Necunoscut (0,37%)
     Alții (0,87%)
Componența confesională a satului Szulok
     Romano-catolici (72,61%)
     Reformați (2,21%)
     Fără religie (2,21%)
     Necunoscută (22,97%)
Conform recensământului din 2011, satul Szulok avea 679 de locuitori. Din punct de vedere etnic, majoritatea locuitorilor (68,32%) erau maghiari, existând și minorități de germani (27,95%) și romi (2,48%). Apartenența etnică nu este cunoscută în cazul a 0,37% din locuitori.  Din punct de vedere confesional, majoritatea locuitorilor (72,61%) erau romano-catolici, existând și minorități de persoane fără religie (2,21%) și reformați (2,21%). Pentru 22,97% din locuitori nu este cunoscută apartenența confesională.